# Анкудська затока
Анкудська затока (ісп. Golfo de Ancud) — затока, яка розташована на півдні Республіки Чилі у регіоні Лос-Лагос між островом Чилое на заході та материковою частиною Чилі (провінція Палена) на сході.

## Межі затоки Анкуд
- На півночі: острови Табон, Пулугуї, Кеульїн і Нао.
- На сході: материкове узбережжя пр'вінції Палена.
- На півдні: острови Десерторес, Апєяо, Алао і Кінчао.
- На заході: східне узбережжя острови Чилое.

## Загальні відомості
Північно-західна частина затоки з'єднується з Тихим океаном протокою Чакао. Анкудська затока, а також розташована південніше затока Корковадо і розташована північніше затока Релонкаві були в минулому озерами Центральної долини Чилі, але потім внаслідок геологічних потрясінь цей район занурився у води океану.
Континентальне узбережжя затоки майже повністю вкрите густою рослинністю, на островах рослинності помітно менше.
Дно затоки в основному кам'янисте. У середині затоки великі глибини, в північній частині зустрічаються мілководні ділянки. Затока зазнає дію припливів, найбільше вони відчуваються у північно-західній частині, у районі протоки Чакао. Навігацію у районі Анкудської затоки ускладнюють часті тумани.